# رأس خيبة الأمل

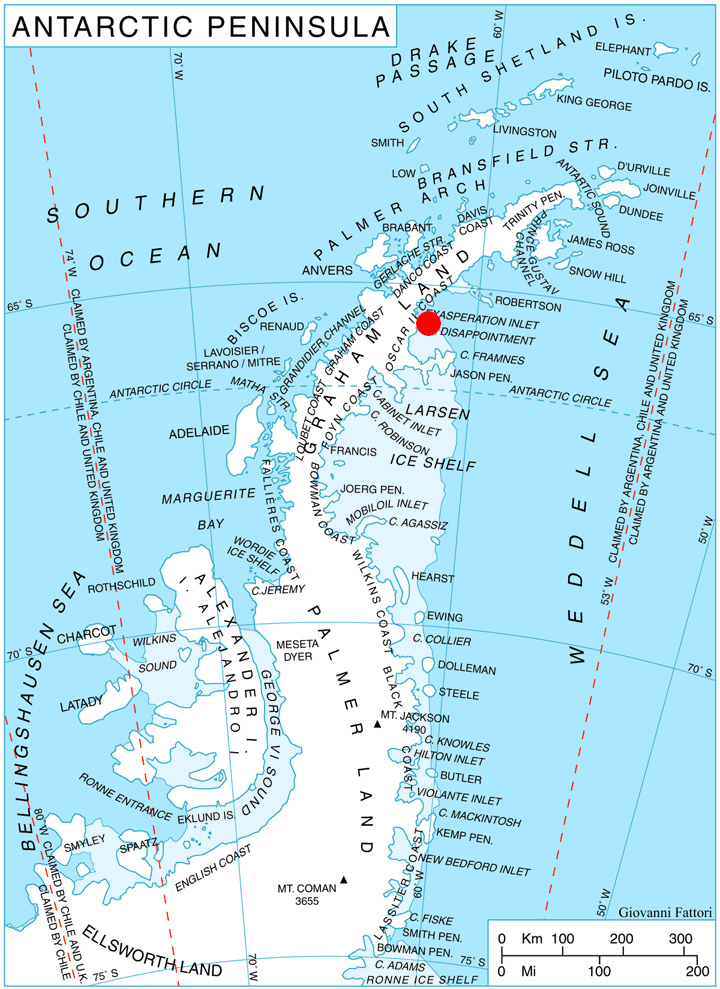
موقع شبه جزيرة هيروس في أرض غراهام، شبه جزيرة أنتاركتيكا.

رأس خيبة الأمل هو رأس يمثل طرف شبه جزيرة أكرا المغطاة بالجليد الواقعة بين مدخل الغضب [الإنجليزية] ومدخل الندبة [الإنجليزية]، على الساحل الشرقي لأرض غراهام.
اكتشف في عام 1902 من قبل البعثة السويدية للقارة القطبية الجنوبية بقيادة أوتو نوردنسكولد، وأطلق عليه ذلك الاسم لأنه واجه العديد من الفجوات الصعبة عند الاقتراب من الرأس.